# Nullponti energia
A nullponti energia (E0) ékes példája a klasszikus fizika és a kvantumfizika közötti ellentmondásnak. A termodinamika I. főtételéből következik, hogy abszolút nulla fokon a testek nem rendelkeznek energiával. A határozatlansági reláció viszont kimondja, hogy a részecskék helyzete és mozgása nem határozható meg egyszerre, tehát elmosódottak – vagyis ami létezik, az mozog és így rendelkezik mozgási energiával.
Ha mindkét tétel igaz lenne, akkor a testek abszolút nulla fokon megszűnnének létezni. Ez viszont nem következik be, mert a testek (részecskék) energiaszintje az abszolút nulla fok felé közelítve kitér, és sosem csökken nullára. Ezt a kitérési szintet nevezik nullponti energiának.